# Le cronache di Narnia: Il leone, la strega e l'armadio (videogioco)
Le cronache di Narnia: Il leone, la strega e l'armadio è un videogioco di tipo avventura dinamica, sviluppato da Traveller's Tales e pubblicato nel 2005 da Buena Vista Games. Il gioco è basato sul film-romanzo adattato con lo stesso nome. È stato distribuito il 15 novembre per le console GameCube, PC, Xbox, PlayStation 2, Nintendo DS e Game Boy Advance.

## Trama
La terra fantastica di Narnia è sotto l'incantesimo della malvagia Strega Bianca, che l'ha trasformata in uno stato di perenne inverno. Quattro bambini (Susan, Peter, Lucy, Edmund) entrano a Narnia e, insieme al leggendario leone Aslan, aiuteranno a sconfiggere la Strega Bianca e i suoi servitori del male.

## Modalità di gioco
Si potrà giocare come Peter Pevensie, Susan Pevensie, Edmund Pevensie e Lucy Pevensie, sia giocatore singolo che in modalità co-op in 15 livelli di gioco. Solo due giocatori possono giocare insieme.
È possibile passare da un personaggio all'altro in qualsiasi momento, approfittando delle mosse speciali di ogni personaggio e le sue caratteristiche. Ad esempio, Lucy può domare e cavalcare i lupi, mentre Susan e Edmund possono tirare frecce. Peter ha la spada di Narnia che usa per difendersi contro le creature nemiche. Tutti possono usare attacchi corpo a corpo, e abilità speciali, come il potere di guarigione di Lucy. I personaggi possono anche collaborare con loro per produrre varie mosse combo.
È necessario combattere molti dei servitori della Strega Bianca, che sono tutte creature della mitologia che vivono a Narnia, tra cui lupi, orchi, ciclopi, minotauri, lupi mannari, nani e goblin.